# Sébougou
Sébougou est une localité et une commune rurale du Mali de l'arrondissement central de Ségou, dans le cercle et la région de Ségou.

## Géographie
La localité de Sébougou est située dans l'agglomération de Ségou sur la rive droite du fleuve Niger et sur la route nationale RN 6 à l'ouest de Ségou.
| Farako     | Farako       | Ségou   |
| Konodimini | Sébougou     | Sakoïba |
|            | Soignébougou |         |

## Villages et quartiers
La commune s'étend sur 10 localités relevées lors du recensement général de 2009. 
Les villages les plus peuplés sont :
- Sébougou (5 725 habitants) ;
- Sékoro (3 339 habitants) ;
- Banankoroni (2 179 habitants).

La loi 2023-007 attribue à la commune 10 villages ou quartiers  :
- Sébougou
- Banankoroni
- Bambougou Were
- Togo
- Sékoro
- Banankoroni Were
- Melen Were
- Dougoukouna
- Sando-Sido
- Tamazodaga

## Population
La population est composée de plusieurs ethnies : des bambaras cultivateurs, des Peulhs éleveurs, des Markas commerçants, des bozos et Somonos pécheurs.

## Tourisme
- Village de Ségoukoro sur la rive du Niger, capitale historique du royaume bambara de Ségou.

## Lien
- Plan de sécurité alimentaire de la commune rurale de Sébougou 2007 2011, Web archive.